# Стубичке Топлице
Стубичке Топлице су насељено место и седиште општине у Крапинско-загорској жупанији, Хрватска. До територијалне реорганизације у Хрватској налазиле су се у саставу бивше велике општине Доња Стубица.

## Становништво
На попису становништва 2011. године, општина Стубичке Топлице је имала 2.805 становника, од чега у самим Стубичким Топлицама 1.845.

## Попис1991.
На попису становништва 1991. године, насељено место Стубичке Топлице је имало 1.577 становника, следећег националног састава:
| Попис 1991.‍   | Попис 1991.‍  | Попис 1991.‍ | Попис 1991.‍ | Попис 1991.‍ |
| ------------- | ------------ | ----------- | ----------- | ----------- |
|               |              |             |             |             |
| Хрвати        | Хрвати       |             | 1.512       | 95,87%      |
| Муслимани     | Муслимани    |             | 12          | 0,76%       |
| Југословени   | Југословени  |             | 7           | 0,44%       |
| Срби          | Срби         |             | 7           | 0,44%       |
| Словенци      | Словенци     |             | 3           | 0,19%       |
| Македонци     | Македонци    |             | 2           | 0,12%       |
| Албанци       | Албанци      |             | 1           | 0,06%       |
| неопредељени  | неопредељени |             | 10          | 0,63%       |
| непознато     | непознато    |             | 23          | 1,45%       |
| укупно: 1.577 |              |             |             |             |